# Mount Edgecumbe (Neuseeland)
Der Mount Edgecumbe, in der Sprache der Māori Pūtauaki genannt, ist ein zurzeit ruhender Vulkan in der Taupō Volcanic Zone der Region Bay of Plenty auf der Nordinsel von Neuseeland.

## Namensherkunft
Der Name Mount Edgecumbe erhielt der Berg von dem britischen Seefahrer und Entdecker Kapitän James Cook, der die Bay of Plenty im Oktober 1769 besuchte und von See aus die imposante Erhebung sah. Er benannte den Berg möglicherweise nach George Edgcumbe, einem Admiral der britischen Marine.
Zum Putauaki gibt es viele unterschiedliche Legenden in der Mythologie der Māori, doch keine davon erklärt die Entstehung seines Namens.

## Geografie
Der 820 m hohe Vulkankegel befindet sich 46 km östlich von Rotorua und 28 km südwestlich von Whakatāne am südlichen Ausläufer der Rangitaiki Plain, der Ebene für die der Rangitaiki River Namensgeber war. Die Stadt Kawerau, die Verwaltungszentrum des Kawerau District ist, befindet sich mit nur vier Kilometer Entfernung in Reichweite des Vulkans. Da das Land rundherum relative flach ist, nimmt der Vulkan mit seinem unverkennbaren Kraterrand eine herausragende Stellung in der Landschaft ein und gibt durch sein pittoreskes Erscheinungsbild immer einen Grund zum Fotografieren.

## Geologie
Der etwa 4000 Jahre alte Vulkan zählt auf Grund seiner Struktur zu den Stratovulkanen. Sein Magmakern besteht hauptsächlich aus Dazit. Der Vulkan besteht aus einem jüngeren Kegel, der ihn auf die Höhe von 820 m bringt und aus dem westlich davon liegenden älteren Dom, der 400 m niedriger ist. Der Hauptkrater hat eine Außenflanke von 36° und eine Innenflanke, die mit 30° flacher verläuft und bis auf 40 m hinunter führt.
Seine beiden großen Eruptionsphasen hatte der Vulkan etwa 4000 und 2000 Jahre v. Chr. Obwohl seine letzten Aktivitäten etwa 1115 Jahre zurückliegen, gilt der Vulkan in mehrfacher Hinsicht noch als gefährlich. Einerseits besteht trotz der langen Ruhezeit auf Grund des geologisch sehr aktiven Gebiets immer noch die Möglichkeit eines Ausbruchs. Experten gehen von dem Potential von 0,1 km³ Lava bei einem Ausbruch aus. Die am nächsten liegenden Vulkane im Gebiet des Ōkataina Volcanic Centre, in dem der Mount Tarawera zu finden ist, bieten ein Gefährdungspotenzial von sieben bis acht Kubikkilometer zum Vergleich und sind wesentlich aktiver. Anderseits bietet der Vulkan das Gefährdungspotenzial von Erdrutschen, verursacht durch lange Regenfälle in Verbindungen mit einem Erdbeben. Die Nordwestflanke könnte entsprechend vorgenommener Untersuchungen der Stadt Kawerau im Osten durchaus gefährlich werden.

## Heutige Nutzung
Die 1866 von der britischen Krone konfiszierte nördliche Hälfte des Berges wurde den Māori 1999 als rechtmäßig wieder zugesprochen. Seitdem ist der Vulkan nur unter Entrichtung einer Gebühr zugänglich. Die Maori Investments Limited verwaltet die Nutzung und den Zugang zu dem Berg.